# 1909 no jornalismo
Nesta página encontrará referências aos acontecimentos directamente relacionados com o jornalismo ocorridos durante o ano de 1909.

## Nascimentos
| Data         | Nome                 | Profissão             | Nacionalidade                              | Observações | Ref |
| ------------ | -------------------- | --------------------- | ------------------------------------------ | ----------- | --- |
| 18 de agosto | Adolfo Simões Müller | escritor e jornalista | Reino Unido de Portugal, Brasil e Algarves | m. 1989     |     |

## Mortes
| Data           | Nome              | Profissão                                   | Nacionalidade | Observações | Ref |
| -------------- | ----------------- | ------------------------------------------- | ------------- | ----------- | --- |
| 15 de agosto   | Euclides da Cunha | jornalista e escritor                       | Brasil        | n. 1866     |     |
| 23 de novembro | Lúcio de Mendonça | advogado, jornalista, magistrado e escritor | Brasil        | n. 1854     |     |